# Liste der Monuments historiques in Arnicourt
Die Liste der Monuments historiques in Arnicourt führt die Monuments historiques in der französischen Gemeinde Arnicourt auf.

## Liste der Immobilien
| Bezeichnung         | Beschreibung             | Standort                | Kennzeichnung | Schutzstatus | Datum | Bild           |
| ------------------- | ------------------------ | ----------------------- | ------------- | ------------ | ----- | -------------- |
| Château d’Arnicourt | Schloss, 18. Jahrhundert | Allée du Château (Lage) | PA08000006    | Inscrit      | 2001  | weitere Bilder |